# Dama de l'Ermini
La Dama de l'Ermini és una escultura que actualment forma part de la col·lecció permanent del Museu Frederic Marès.

## Descripció
Aquesta dama d'aspecte noble i vestida a la manera del Renaixement sosté amb les dues mans un ermini -símbol de puresa i incorruptibilitat-, que és el que li dona nom. El seu rostre -de bellesa classicista- i el pentinat recorden obres italianes de cap al 1500.
L'obra pertanyia a la casa familiar que Miquel Mai, ambaixador i vicecanceller de Carles V, tenia a Barcelona. Després l'edifici va passar als marquesos de Barberà i va ser destruït i abandonat poc abans del 1800. Se'n van salvar aquest relleu i algunes altres peces, que van ser dutes al palau Solterra Barberà, de la mateixa ciutat. Allà la Dama de l'Ermini va passar a decorar l'escala d'accés a la planta principal. La trajectòria del relleu està ben documentada des del segle xviii i se la identifica com a Priscil·la. Va ser el mateix marquès de Barberà qui la va donar a Frederic Marès el 1962.
El fet que estigui esculpida en marbre, a més del seu accentuat caràcter italianitzant, fa pensar que es pot tractar d'una obra importada d'Itàlia, com la resta de medallons que decoraven el pati del palau del vicecanceller. El Museu conserva un d'aquests medallons, amb un bust femení, que es troba exposat en aquesta mateixa sala.

## Autoria
Inicialment, en els inventaris va ser confosa com una peça genuïnament de la roma clàssica. Joaquim Garriga, pel fet de ser d'alabastre, s'inclina més aviat a atribuir-la a un autor del país que no pas que sigui d'importació italiana. Entre aquests, troba analogies estilístiques amb Martín Díez de Liatzasolo i xifra la data a l'entorn de 1535. Joan Yeguas recolza l'atribució però en fixaria la data posterior a 1545. Hi ha, però, una tercera hipòtesi que considera que l'escultura representa Giulia Gonzaga Colonna i seria una obra feta per l'escultor italià Alfonso Lombardi. De Rossi és qui presenta aquesta nova atribució, argumentant que Lombardi ja hauria treballat diverses vegades per a Miquel Mai i que l'escultura presenta un estil semblant. Però un estudi detallat allunya l'estil de la peça de l'anomenat estil Lombardi i per referències documentals no es té constància que representés el rostre d'una dona real.